# Taxithelium capillipes
Taxithelium capillipes là một loài Rêu trong họ Sematophyllaceae. Loài này được (Sande Lac.) Broth. miêu tả khoa học đầu tiên năm 1908.